# Dureza Barcol
O método Barcol é uma forma de avaliar a dureza de um material através da medida da resistência a penetração de uma ponta de aço forçada por uma mola. No instrumento de medição, chamado de durômetro de Barcol, há uma escala entre 0 e 100.
Este método de medição é usado para obter a dureza de ligas de alumínio, metais de baixa dureza, como chumbo e latão, polímeros, borrachas e couro. Além disso, é usado para medir o nível de cura de resinas.
É normatizado pela ASTM D2583 (Standard Test Method for Indentation Hardness of Rigid Plastics by Means of a Barcol Impressor) e pela ASTM B648 (Standard Test Method for Indentation Hardness of Aluminum Alloys by Means of a Barcol Impressor).